# Исуповы Малые
Исуповы Малые — упразднённая деревня в Котельничском районе Кировской области России. Входила в состав Игумновского сельсовета. Ныне территория Молотниковского сельского поселения.

## Название
- Переписи и ревизии Вятского края 1748 г., 1762—1764 г. — в деревне Гаврила Банникова
- Список населённых мест Вятской губернии 1859—1873 гг. — деревня казённая Гаврила Банникова (Исуповы)
- Список населённых мест Вятской губернии 1905 г. — деревня	Гаврила Банникова (Малые Исуповы)
- Список населённых мест Вятской губернии по переписи населения 1926 г. — деревня Исуповы 2-е, Гавриила Банникова
- Списки населённых мест по материалам Всесоюзной переписи населения 1939 года — деревня Исуповы 2-е
- Всесоюзная перепись населения 1970 года — деревня Исуповы Малые[1]

## География
Располагается на расстоянии примерно 8 км по прямой к югу от райцентра города Котельнич.

## Географическое положение
Расстояния указаны по прямой
- д. Дикушевская (↑ 0.7 км)
- д. Галовщина (↘ 0.7 км)
- д. Большие Исуповы (↗ 1 км)
- д. Чудиновщина (← 1.3 км)
- д. Тяпки (↙ 1.5 км)
- д. Бызовы (↙ 1.6 км)
- д. Крюковы (↙ 1.6 км)
- д. Чибуренки (↖ 1.8 км)
- д. Шляпниковы (↖ 2.1 км)
- д. Афоничи (↓ 2.1 км)
- д. Балчуг (↗ 2.2 км)
- д. Пересторонинская (→ 2.2 км)
- д. Комаровщина (→ 2.2 км)
- д. Колпаченки (↑ 2.2 км)
- д. Верхоложье (← 2.3 км)
- д. Заречане (↗ 2.4 км)
- д. Гунбины (↓ 2.4 км)
- д. Галкины (↗ 2.5 км)
- д. Новоселовская 2-я (↖ 2.5 км)
- д. Гуси (← 2.6 км)

## История
Известна со 2‑я ревизии 1748 года (Казанская губерния, Вятская провинция, Котельнический уезд	Котельнический стан, Котельнический тяглый стан). Согласно документам, в деревне Гаврила Банникова проживали государственные черносошные крестьяне, 19 душ мужского пола.
Список населённых мест Вятской губернии 1859—1873 гг. описывал д. каз. Гаврила Банникова (Исуповы),	как находящуюся при колодцах, «по левую сторону Московского почтового тракта от Котельнича к границе Яранского уезда, к северу от г. Котельнича» (Вятская губерния. Список населенных мест по сведениям 1859—1873 годов. СПб, 1876)
К 1905 году входил в Игумновскую волость.

## Население
В 1905 году на 13 дворах проживали	67 человек (30 мужчин, 37 женщин).
Согласно Всесоюзной переписи 1970 г. (Всесоюзная перепись населения 1970 г. Численность наличного и постоянного населения по каждому сельскому населенному пункту по Кировской области (Таблица 2) // ЦГАКО. Ф. Р-2344. Оп. 75. Д. 44) проживали 15 человек (6 мужчин, 9 женщин), преимущественно	русские

## Известные уроженцы, жители
Баруткин, Михаил Иванович (1914—1971) — советский хозяйственный, государственный и политический деятель, генерал-майор.

## Инфраструктура
Личное подсобное хозяйство с зоной сельскохозяйственного использования, индивидуальная застройка усадебного типа.
В 1938 году зафиксирована теплушка при конном дворе, птичник, амбар